# Guerra de Curzola
La guerra de Curzola fue la segunda de un total de tres guerras que libraron la República de Venecia y la República de Génova por el control del comercio en  el Mar Mediterráneo. 
Como consecuencia de la Caída de Acre, que fue devastadora para sus intereses comerciales, Génova y Venecia buscaron nuevas maneras de aumentar su dominio en el Mediterráneo oriental. Una vez pactada una tregua entre ambas repúblicas, los barcos genoveses empezaron a hostigar a mercaderes venecianos en el Mar Egeo. 
En 1295, las redadas genovesas en Constantinopla escalaron las tensiones, por lo que Venecia declaró la guerra. El deterioro de las relaciones entre Bizancio y Venecia a causa de la Cuarta Cruzada, inclinó a Bizancio en favor de los genoveses en el conflicto. Si bien los venecianos hicieron avances veloces en el Mar Egeo y el Mar Negro, los genoveses ejercieron la dominancia durante toda la guerra. La victoria de Génova en la Batalla de Curzola en 1298 llevó al inicio de una tregua el año siguiente.

## Preludio
La caída de Acre en 1291 resultó ser una derrota devastadora tanto moralmente y como militarmente para los cristianos a través de toda Europa occidental. Para Venecia la pérdida de la ciudad era particularmente trágica. Acre tenía una población veneciana significativa, y, con la pérdida de la ciudad, Venecia perdió también una ruta importante para la transferencia de especias orientales a Europa. Esto llevó a la pérdida global del comercio de especia oriental en Europa durante la Edad Media, ya que los imperios musulmanes empezaron a cerrar las rutas tradicionales. Incapaz de competir con Génova, quién podía mantener sus colonias en Azov y Crimea, la economía de Venecia quedó muy dañada. Desde la cuarta cruzada, los emperadores bizantinos continuaron favoreciendo a Génova como aliado comercial, más que a Venecia. Debido a esto, en 1291, Génova tuvo el poder institucional dentro del Imperio bizantino para bloquear a los venecianos en el Bósforo bloqueando así su acceso al mar Negro. 
Todos estos factores se juntaron y motivaron a los genoveses a atacar a los convoyes y mercaderes venecianos en el mar Egeo, así como ataques significativos a la Creta Veneciana. Ahora, con el bloqueo del Bósforo, el ataque a Creta y los ataques a los mercaderes venecianos en el Egeo, y tras el ataque genovés al cuartel veneciano en Constantinopla en 1295, seguido por el arresto de los venecianos supervivientes por el Emperador bizantino Andrónico II Paleólogo (r. 1282–1328), los venecianos no tuvieron otra elección que tomar represalias declarando la guerra a ambas entidades en el mismo año.

## Transcurso de la guerra

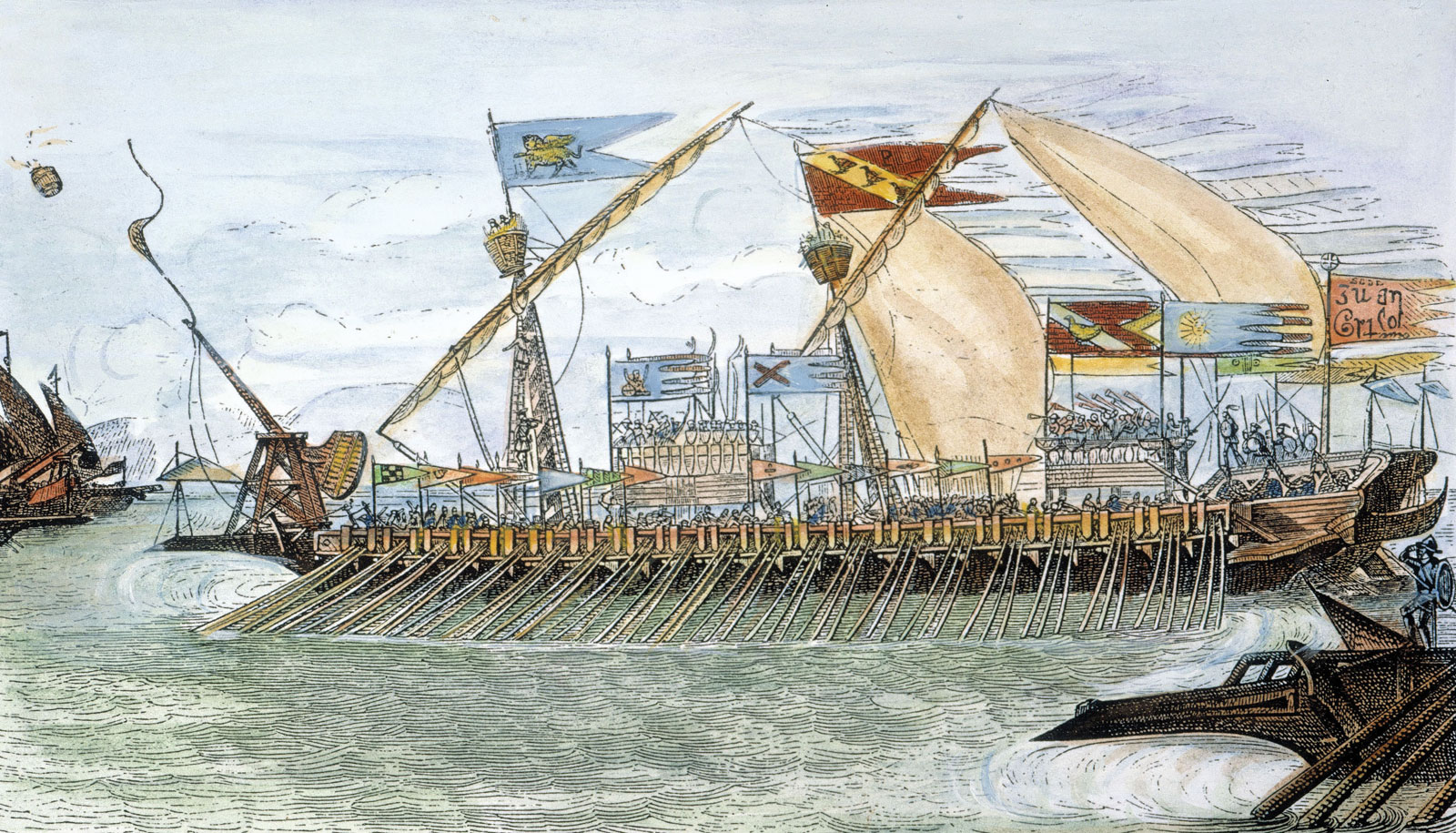
Flota veneciana atacando a la flota genovesa en Curzola según un grabado de hacia 1874 de Quinto Cenni.

Venecia pronto organizó una flota de 40 galeras de guerra. Dirigidas por Roger Morosini, navegaron a Constantinopla justo después de la declaración de guerra e intentaron romper el bloqueo genovés. Pronto capturaron el Cuerno de Oro, el puerto interior de Constantinopla, y empezaron a intentar tomar la ciudad apuntando todas las naves genovesas y griegas que se movían a través del puerto. Andrónico, recordando la Cuarta Cruzada y temiendo la pérdida de la ciudad, hizo pronto la paz con Venecia, arreglando la liberación de todos los venecianos y el regreso veloz de toda su propiedad confiscada. Otra flota veneciana pronto salió, esta vez capitaneada por Giovanni Soranzo. El objetivo de esta flota era intentar romper el poder del Bósforo Genovés y conseguir llegar al mar Negro. Soranzo tuvo éxito. Consiguió romper el bloqueo y llegar al mar Negro hasta Crimea, capturando el puerto grande de Caffa. 
Los genoveses, sin embargo, todavía estaban decididos a vencer a los venecianos. Desde su posición dominante en el Egeo empezaron a lanzar varias redadas exitosas en el mar Adriático, dañando severamente las líneas de abastecimiento venecianas. Finalmente, en 1298, los genoveses se enfrentaron decisivamente a los venecianos en la costa de Curzola (moderno Korčula). En la Batalla de Curzola, la flota genovesa consiguió una victoria clara, consiguiendo hundir 65 de los 95 barcos venecianos, matando a 9000 venecianos y capturando a otros 5000, incluyendo al viajero veneciano Marco Polo, quien, en cautiverio, con ayuda de un autor que estaba con él, Rustichello, escribió sus Viajes, una de las documentaciones cartográficas más reverenciadas de todos los tiempos.
Aun así los venecianos todavía no se desanimaron. En poco tiempo pudieron organizar una nueva flota de 100 galeras, lo que impresionó a los genoveses, ya que no se lo esperaron. Eso causó, a que el año siguiente los genoveses y los venecianos cerrasen un tratado inestable en Milán el 25 de mayo, que llevó a un fin inconcluso de la guerra que duró cuatro años. En ella Venecia pudo mantener el control del mar Adriático y continuar haciendo comercio en el Mar Negro, aunque también tuvo que pagar un precio muy alto por ello, lo que consolidó el creciente poder genovés.